# Ophioceraceae
Ophioceraceae Klaubauf, Lebrun & Crous, 2014 è una famiglia di funghi ascomiceti appartenenti alla classe Sordariomycetes O.E. Erikss. & Winka. La famiglia comprende funghi saprofiti su legno o altro materiale vegetale, spesso isolati in ambienti acquatici. Il genere tipo è Ophioceras Sacc. 1883.